# Luftwaffen-Sportverein Danzig
Der Luftwaffen-Sportverein Danzig (kurz Luftwaffen-SV Danzig) war ein Militärsportverein aus dem im heutigen Polen gelegenen Danzig.

## Geschichte
Der Verein wurde im Juni 1941 gegründet und bestand hauptsächlich aus Flaksoldaten. Die Elf, in deren Reihen hervorragende Spieler aus Beuthen, Hirschberg, Leipzig, Wuppertal, Hamborn, Bochum und Gladbeck standen und die mit Torwart Matuschek einen Spieler von Austria Wien aufstellen konnte, nahm ab der Saison 1942/43 am Fußball-Ligabetrieb der Gauliga Danzig-Westpreußen teil. Hier konnte der Verein bereits in der ersten Saison die Vizemeisterschaft erringen. 1944 wurden die Danziger Gauligameister und qualifizierten sich für die Endrunde um die deutsche Fußballmeisterschaft 1943/44, in der sie jedoch bereits in der 1. Runde an Hertha BSC scheiterten.
Im Anschluss nahm der Verein kriegsbedingt nicht mehr am Spielbetrieb teil.

## Erfolge
- Meister der Gauliga Danzig-Westpreußen: 1944

## Bekannte Spieler
- Alfred Picard

## Quelle
- Westpreußen-Jahrbuch, Band 35/1985, darin: Gerhard Gommel „Fußballsport in Westpreußen – Im Sportgau 19 während des Zweiten Weltkrieges“